# Надь, Эндре (актёр)
Имре Надь (венг. Nagy Endre), при рождении Эндре Грос (Grosz Endre; 5 февраля 1877, Севлюш, Королевство Венгрия, Австро-Венгрия, ныне Виноградов, Закарпатская область — 5 мая 1938, Будапешт) — венгерский актёр эстрады, прозаик, драматург, журналист, театральный деятель. Известен как «отец венгерского политического кабаре».

## Биография

Карикатура на Имре Надя

Окончил гимназию в Орадя и Будапештский университет. Был журналистом газеты «Szabadság». Дружил с Эндре Ади и Лайошем Биро.
С 1900 года жил в Будапеште, был сотрудником «Magyar Szó», затем «Pesti Napló» до 1910 года (особым успехом пользовалась введённая им там рубрика «анекдоты»). В 1907 году стал главным редактором «A Polgár». После пребывания в Париже с 1914 года сотрудничал в газетах «Az Est», а затем «Budapesti Hírlap».
Дебютировал как артист кабаре. В 1907 году работал художественным руководителем кабаре «Бон-бонье» в Будапеште, в 1908 году — режиссёр и руководитель кабаре «Modern Színpad». В 1918—1929 годах — директор и актёр-конферансье различных будапештских кабаре. В 1919 году открыл кабаре под названием «Сцена Эндре Надя» (Nagy Endre Színpad) в Зимнем саду, в 1921 году в подвале Gresham-palota — «Подиум-кабаре», затем в 1922 году сцену «Lomb». С 1923 по 1929 год вместе с Белой Саламоном возглавлял кабаре «Terézkörúti Színpad».
Стал известен прежде всего своим необычным стилем выступления, когда он часто стоял на сцене, дико жестикулировал. Бросал вызов своей аудитории, создавая совершенно новый, динамичный стиль исполнения. Остроумные, смелые конферансы Э. Надя отличались злободневностью, в них сочетались острый гротеск и тонкий народный юмор. В своих выступлениях актёр подвергал осмеянию политику реакционной хортистской Венгрии, пороки общественной и художественной жизни.
Был создателем и новатором венгерского политического кабаре, несмотря на дефект речи, имел прямой контакт с общественностью и пользовался большой популярностью, благодаря своим семинарам, посвящённым общественным проблемам.
Его перу принадлежит ряд романов. Автор политической сатиры «Премьер-министр», комедии «Гений» (поставлена в 1920-х годах в Будапеште), книги «Роман о кабаре» (1935), где показано развитие кабаре в Венгрии.

## Избранные произведения
- Siralmak könyve (1896)
- Tarka krónikák (1903)
- Gyönyörű lovagkor (рассказ, 1905)
- A Geödhyek (Роман, 1905)
- Apostol a Hódságon (Роман, 1907)
- Egynapos özvegy (Роман, 1907)
- A misokai földkirály és egyéb elbeszélések (1908)
- A zseni (Трагикомедия, 1911)
- A miniszterelnök (Комедия, 1912)[2][3]
- Tábori levelek (1915)
- A nagy háború anekdotakincse (1915)
- Szeplőtlen asszony (Роман, 1916)
- Sienai Szent Katalin vőlegénye (рассказ, 1916)
- Oh, az a vén kujon (Роман, 1917)
- Erdély fia ( 1917)
- A Magócsy csirkék története (рассказ, 1918)
- Lukits Milos kalandjai (рассказ, 1927)
- Hajnali beszélgetések Lukits Miklóssal (1928)
- A nyárspolgár (1930)
- Fatornyos hazám (1932)
- Szerelmesek kalauza (1934)[4]
- A kabaré regénye (1935)
- Párizs (1935)
- Egy város regénye (1936)